# Clickimin Broch

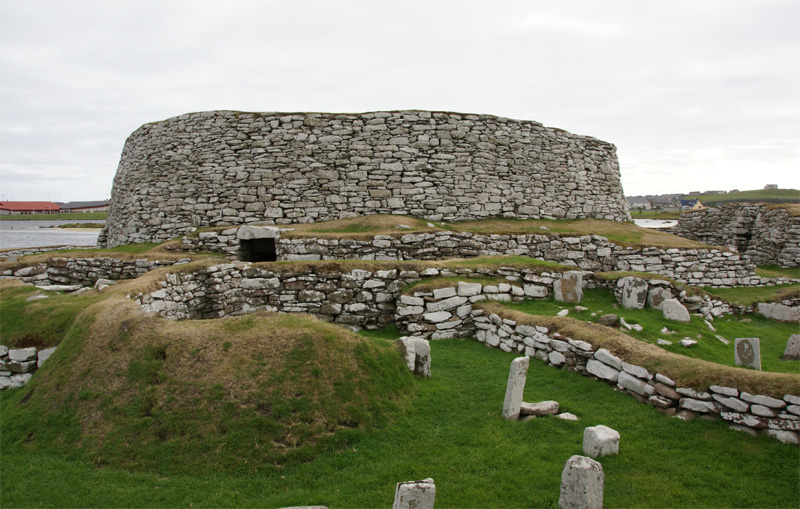
De broch met de westelijke toegang gezien vanuit de nederzetting

Clickimin Broch, ook Clickhimin Broch, is een broch met blockhouse en nederzetting uit de ijzertijd, gelegen in Lerwick op het Shetlandse Mainland (Schotland).

## Geschiedenis
Oorspronkelijk lag de broch op een klein eiland in het Loch of Clickimin; later werd het waterniveau van het loch verlaagd en werd er een toegangspad naar de broch aangelegd. De broch ligt aan de zuidelijke zijde van het loch.
Er zijn restanten gevonden van bewoning uit de bronstijd en ijzertijd: huizen, een broch en een blockhouse. De volgorde van het bouwen van de verschillende onderdelen van de nederzetting is nog niet onomstotelijk vast komen te staan.
Aan de noordwestelijke zijde van het voormalig eiland zijn de resten van een boerderij uit de vroege ijzertijd bewaard gebleven. Volgens John Hamilton, die in de periode 1953-1957 opgravingen verrichtte, zou de boerderij uit de late bronstijd (700 v.Chr.) stammen, maar later onderzoek door Fojut in 1998 wees uit dat de boerderij van latere datum was.
Een roundhouse werd iets later gebouwd, waarbij gebruik werd gemaakt van de aanwezige bebouwing.
Om de nederzetting heen werd rond 400 v.Chr. een omwalling gebouwd met de ingang aan de zuidzuidwestelijke zijde. In het centrale deel van de nederzetting bevindt zich de broch. Deze werd gebouwd tussen 100 voor en 100 na Christus.
De ingang tot de broch ligt aan de westzijde. Tussen de ingang door de omwalling en de broch bevindt zich een blockhouse. Volgens Hamilton zou het blockhouse na de omwalling zijn gebouwd en de broch daar weer na. In de latere ijzertijd werd de broch omgevormd tot een wheelhouse (200-700 na Chr.). Volgens Hamilton werden al deze wijzigingen aangebracht door verschillende gemeenschappen die na elkaar het eiland van Clickimin Broch bewoonden. Volgens Ian Armit wordt deze theorie niet eensluidend bevestigd door Hamiltons bevindingen. Het blockhouse zou ook gelijktijdig met de broch gebouwd kunnen zijn of erna. Een blockhouse zou een verdedigende functie gehad kunnen hebben, maar een rituele functie kan niet worden uitgesloten. Ook de theorie van de wisselende gemeenschappen wordt niet door Armit ondersteund. Begin 21e eeuw zijn er een viertal blockhouses bekend, te weten Clickimin Broch, Loch of Huxter, Scatness Blockhouse en Ness of Burgi, alle op Shetland gelegen.
Met het begin van de Vikingenperiode werd de nederzetting verlaten. Wellicht hing dit samen met de veranderde omgeving. Er zijn aanwijzingen gevonden dat de omwalling is hersteld na beschadigd te zijn door wassend water.

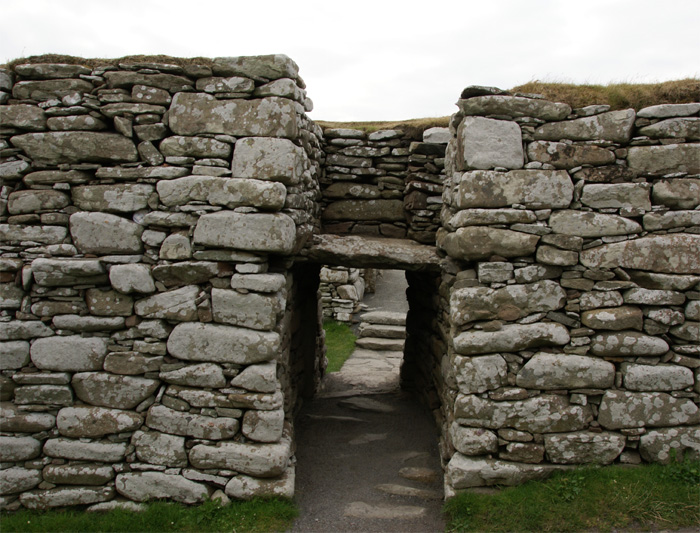
Ingang van het blockhouse (vanuit het zuiden)

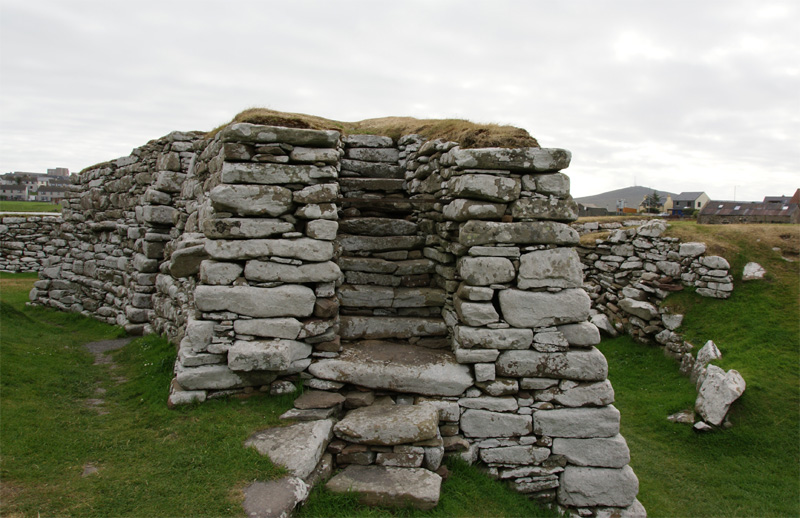
Een stenen trap geeft toegang tot de westelijke cel van het blockhouse

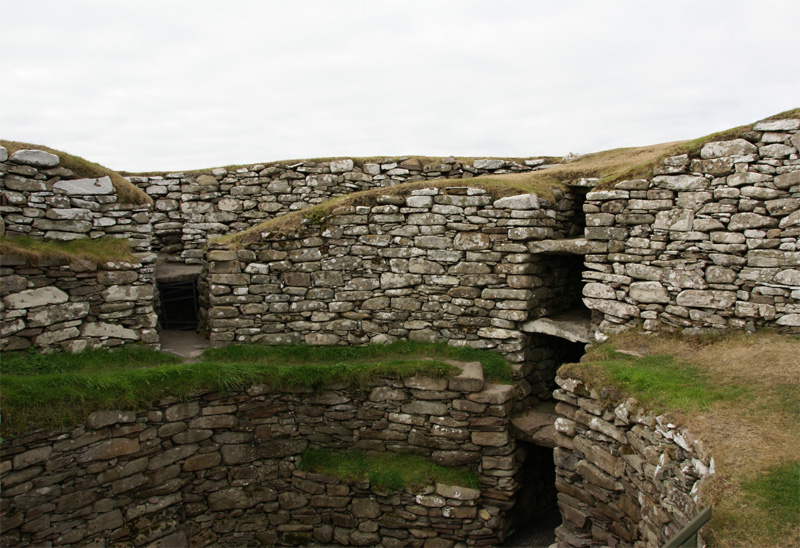
Interieur van de broch

## Bouw
Het Loch of Clickimin is 350 bij 500 meter groot en heeft in de 21e eeuw een maximale diepte van twee meter. Pollenonderzoek wees uit dat het meer slechts een korte periode met de zee in verbinding heeft gestaan en dus gedurende de langste tijd een zoetwatermeer was.
De nederzetting wordt benaderd vanuit het zuidzuidwesten, waar een landtong is gevormd naar het oorspronkelijke eiland. Aan deze zijde bevindt zich ook de enige ingang door de ringmuur. Achter de ingang ligt een blockhouse. Dit blockhouse heeft de vorm van een halve maan, met de concave zijde gericht naar de broch, en heeft in het midden een doorgang van zuid naar noord. Naast deze doorgang loopt er een pad voor het blockhouse langs zowel naar rechts als naar links de nederzetting in; deze paden leiden ook om het blockhouse heen. Het blockhouse heeft twee cellen die niet op het grondniveau toegankelijk zijn. De westelijke cel is via een stenen trap toegankelijk; de oostelijk cel is enkel van bovenaf toegankelijk.
In het centrale deel van de nederzetting, achter het blockhouse, ligt de broch. Clickimin Broch is twintig meter in diameter. De broch heeft op de begane grond in de vijf meter brede muur een tweetal cellen. De broch is later van binnen aangepast tot een wheelhouse waarbij de centrale ruimte werd verkleind en er met behulp van muurtjes cellen werden aangebracht.
De Clickimin Broch heeft, ongebruikelijk voor brochs, meerdere ingangen. Mogelijk voelden de bouwers zich voldoende beveiligd door de ringmuur. Een van de extra toegangen leidt direct naar het centrale gedeelte en naar een cel en trap tussen de muren; de andere extra toegang geeft toegang tot een intramurale galerij.
Ten westen van de broch bevinden zich binnen de ommuring nog muren van verschillende gebouwen.
In 1861, tijdens de victoriaanse tijd, werden de broch en nederzetting "hersteld" naar de toen geldende inzichten. Dit heeft latere archeologische onderzoeken bemoeilijkt.

## Beheer
De Clickimin Broch wordt beheerd door Historic Scotland. De nederzetting met broch en blockhouse is vrij toegankelijk.